# Mount Pulaski (Illinois)
Mount Pulaski – miasto w Stanach Zjednoczonych, w stanie Illinois, w hrabstwie Logan.

## Demografia
źródła: